# Južno-Suchokumsk
Južno-Suchokumsk (in russo Ю́жно-Сухоку́мск?) è una città della Russia europea meridionale, situata nella Repubblica Autonoma del Daghestan.
Sorge nella parte settentrionale della repubblica del Daghestan, a nordovest della steppa del Nogaj sulle sponde del fiume Suchaja Kuma (dal quale la città prende il nome), circa 300 chilometri a nordovest della capitale Machačkala.